# Кіт Рід
Кіт Рід (англ. Kit Reed; 7 червня 1932 — 24 вересня 2017; народжена Лілліан Крейг Рід (англ. Lillian Craig Reed), також відома під псевдонімом Кіт Крейг (англ. Kit Craig)) — американська письменниця у жанрі наукової фантастики та фентезі.

## Біографія
Кіт Рід народилася Лілліан Крейг Рід або Ліліан Крейг Рід 7 червня 1932 року у Сан-Дієго, штат Каліфорнія, США. Вона офіційно змінила своє ім'я на Кіт Рід.
Її перше оповідання «Очікування» (англ. The Wait) (1958) опублікував Ентоні Бучер у журналі «Fantasy & Science Fiction». Вона отримала грант Ґуґґенгайма. Її оповідання публікувалися у багатьох виданнях, починаючи з «Фентезі & Сайнс фікшн» та закінчуючи «The Yale Review», та увійшли до багатьох антологій. Багато її оповідань відносяться до феміністичної наукової фантастики. Тричі була номінована на премію Джеймса Тіптрі-молодшого. 2005 року її роман «Тонше за тебе» (англ. Thinner Than Thou) отримав премію Алекс від підрозділу Американської бібліотечної асоціації.
«The New York Times Book Review» у 2006 році написав про її оповідання: «Стиль прози Рід, як чистий сухий лід, виражений у історіях-антиутопіях, що спеціалізуються на гіркоті та загубленості». «Уолл-стріт джорнел» написав: «Назва добірки Кіт Рід [2013] з її власних оповідань „Історія дотепер“ нагадує нам, що хоча вона пише фантастику, що отримує нагороди, вже приблизно 50 років, вона все ще розганяється. Обсяг цих 35 оповідань величезний, їх різноманітність не має собі рівних.».
Кіт Рід померла 24 вересня 2017 року у Ла-Кресента-Монтроуз, штат Каліфорнія, США, у віці 85 років після того, як в неї діагностували неоперабельну пухлину головного мозку.

## Вибрані твори

### Романи
- 1961 — «Мати не мертва, вона просто спить» (англ. Mother Isn't Dead She's Only Sleeping)
- 1964 — «Діти на війні» (англ. At War As Children)
- 1967 — «Краща частина» (англ. The Better Part)
- 1969 — «Озброєні табори» (англ. Armed Camps)
- 1971 — «Плач дочки» (англ. Cry of the Daughter)
- 1973 — «Тигрова ганчірка» (англ. Tiger Rag)
- 1976 — «Капітан Дорослий» (англ. Captain Grownup)
- 1979 — «Балада про Т. Рантула» (англ. The Ballad of T. Rantula)
- 1980 — «Магічний час» (англ. Magic Time)
- 1985 — «Форт Перевага» (англ. Fort Privilege)
- 1986 — «Помста старших громадян» (англ. The Revenge of the Senior Citizens)
- 1986 — «Лихоманка крові» (англ. Blood Fever) — під псевдонімом Шеллі Гайд
- 1987 — «Дівчата-католички» (англ. Catholic Girls)
- 1992 — «Втрачений» (англ. Gone) — під псевдонімом Кіт Крейг
- 1993 — «Двічі обпалений» (англ. Twice Burned) — під псевдонімом Кіт Крейг
- 1994 — «Маленькі сестрички Апокаліпсису» (англ. Little Sisters of the Apocalypse)
- 1995 — «Протока» (англ. Strait) — під псевдонімом Кіт Крейг
- 1996 — «Дж. Едем» (англ. J. Eden)
- 1997 — «Ближче» (англ. Closer) — під псевдонімом Кіт Крейг
- 1998 — «Деяке безпечне місце» (англ. Some Safe Place) — під псевдонімом Кіт Крейг
- 1999 — «Короткий запобіжник» (англ. Short Fuse) — під псевдонімом Кіт Крейг
- 2000 — «@очікування» (англ. @expectations)
- 2004 — «Тонше за тебе» (англ. Thinner Than Thou)
- 2005 — «Бронза» (англ. Bronze)
- 2006 — «Торговець дітьми» (англ. The Baby Merchant)
- 2008 — «Нічні діти» (англ. The Night Children)
- 2009 — «Анклав» (англ. Enclave)
- 2012 — «Син руйнування» (англ. Son of Destruction)
- 2015 — «Де» (англ. Where)
- 2017 — «Мормама» (англ. Mormama)

### Збірки
- 1967 — «Містер Да В. та інші оповідання» (англ. Mister Da V. and Other Stories)
- 1976 — «Миші-вбивці» (англ. The Killer Mice)
- 1981 — «Інші оповідання та…Атака гігантської дитини» (англ. Other Stories and...The Attack of the Giant Baby)
- 1992 — «Злодій життів» (англ. Thief of Lives)
- 1998 — «Дивні жінки, провідні жінки» (англ. Weird Women, Wired Women)
- 1999 — «Сім для Апокаліпсису» (англ. Seven for the Apocalypse)
- 2005 — «Собаки правди: нові та старі оповідання» (англ. Dogs of Truth : New and Uncollected Stories)
- 2011 — «Що знають вовки» (англ. What Wolves Know)
- 2013 — «Історія дотепер: велика товста книга оповідань» (англ. The Story Until Now: A Great Big Book of Stories)

### Антології
- 1974 — «Жир» (англ. Fat)

### Оповідання
- 1958 — «Очікування» (англ. The Wait), вперше опубліковане у «Fantasy & Science Fiction»
- 2000 — «Заходи безпеки» (англ. Precautions), вперше опубліковане у «Fantasy & Science Fiction», 99 випуск
- 2012 — «Результати гарантовані» (англ. Results Guaranteed), вперше опубліковане у «Asimov's Science Fiction», 36 випуск
- 2013 — «Легенда про загін 13» (англ. The Legend of Troop 13), вперше опубліковане у «Asimov's Science Fiction», 37 випуск